# Bildade

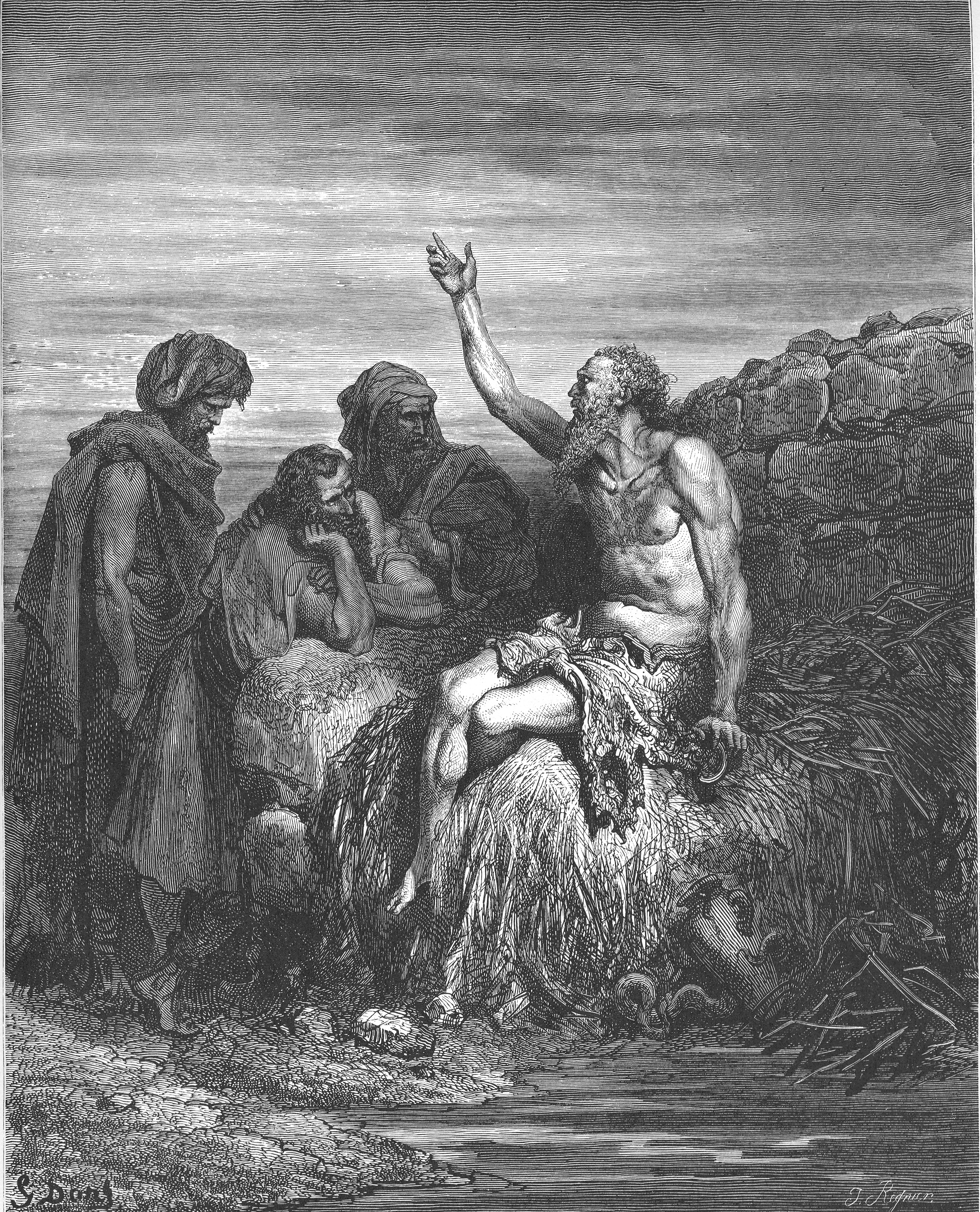
Jó fala com seus amigos, Por Gustave Doré

Bildade (em hebraico: בִּלְדַּד , romanizado: Bildaḏ ; em grego: Βαλδάδ , romanizado: Baldád ), era um dos três companheiros de Jó, descendente de Suá, filho de Abraão por Quetura. Junto com Elifaz e Zofar, este homem pretendeu consolar Jó quando este estava em aflição.
No debate com Jó, Bildade usualmente seguia o tema geral estabelecido por Elifaz, os seus discursos eram curtos e agressivos.
Bildade foi o primeiro dos três a acusar os filhos de Jó de transgressão, e por sua vez, de merecerem a calamidade que lhes sobreveio. Usou a seguinte ilustração: Assim como o papiro e as canas se secam e morrem sem água, o mesmo se dá com "todos os que se esquecem de Deus". Assim como Elifaz, Bildade classificou as aflições de Jó como as que sobrevêm aos perversos: ‘não haveria linhagem nem posteridade’ para Jó, insinuou Bildade.
Em seu terceiro discurso, Bildade argumentou que o homem é "um gusano", e "um verme", e por isso impuro diante de Deus, as palavras ‘confortadoras’ dos três companheiros de Jó chegaram ao fim. Segundo a Bíblia, no fim, Bildade e os outros dois companheiros foram divinamente instruídos a oferecer um sacrifício queimado e a pedir que Jó orasse em seu favor.